# Майнфрід
Майнфрід (*д/н —1127) — князь стодорян у 994—1127 роках.

## Життєпис
Вважається сином стодорянського князя Прібислава. Слов'янське ім'я невідоме. Після поразок стодорян наприкінці 970-х або у середині 980-х років було відправлено як заручника. Тут похрещено бургграфом Магдебурга — Майнфрідом. 
Після поразок імператорських військ у 991—992 роках або вже після смерті Прібислава у 994 році Майнфрід повертається до Бранібора (Бранденбурга-на Хафелі). Тут  поділяв владу з родичами (напевне стрийками) Лудольфом та Болілутом, проте останні до 995 року загинули у війнах з маркграфами Мейсену та Північної марки. 
Майнфрід визнав зверхність Священної Римської імперії й розпочав політику стосовно християнізації стодорян. У 1100—1101 роках зазнав поразки від військ ободритів на чолі із князем Генріхом, зголосивши сплачувати данину. Водночас разом з німцями брав участь у походах проти велетів, лужичан та Польщі: 1103—1104, 1115, 1117 роках.
Разом з тим підтримка сюзеренів — Священної Римської імперії та Ободрицької держави — сприяли посиленню становища стодорянського князя. Майнфрід сприяв поселенню німецьких місіонерів, священників, купців та ремісників у містах стодорян. Був покровителем спорудження церков, також відновлено було Бранденбурзьке єпископство.
Майнфрід загинув у 1127 році під час поганського повстання, яке водночас було спрямовано проти засилля німців. Втім владу зумів перейняти його молодший брат Прібіслав-Генріх.